# رمبش گرانشی
رمبش گرانشی (به انگلیسی: Gravitational Collapse) به فرو ریختن یک جسم به درون بر اثر گرانش خودش گفته می‌شود. در هر جسم پایداری این نیروی گرانش با فشار داخلی جسم در تعادل است. اگر نیروی گرانش به سمت داخل از برآیند تمام نیروهای به سمت خارج بیشتر شود، این تعادل از بین می‌رود و رمبشی اتفاق می‌افتد تا زمانی که فشار داخلی بیشتر از نیروی گرانشی شود و تعادل دوباره بر قرار شود.
از آنجایی‌ که معمولاً گرانش نسبت به نیروهای دیگر ضعیف شمرده می‌شود، رمبش گرانشی تنها برای اجسام بسیار پرجرم یا مجموعه‌های پرجرم از اجسام رخ می‌دهد. برای نمونه می‌توان به ستاره‌ها (شامل ستارگان رمبش کرده مانند ابرنواختر، ستاره‌های نوترونی و سیاهچاله‌ها) یا مجموعه‌های بزرگ ستاره‌ها مانند خوشه‌های ستاره‌ای کروی و کهکشان‌ها اشاره نمود.